# Kaldoaivi vildmarksområde
Kaldoaivi vildmarksområde (finsk: Kaldoaivin erämaa) er det største vildmarksreservat i Finland, der ligger i kommunerne Utsjoki og Inari i Lappland. Det blev etableret i 1991 ligesom alle de andre 11 vildmarksområder i Lapland. Dets område er 2.924 km2. Det store område med vejløs vildmark fortsætter uden for Finlands grænser og det officielle område til Norge . Det styres af Metsähallitus.